# جيمس تايلور (سياسي كندي)
جيمس تايلور هو سياسي كندي، ولد في 1761 في كندا، وتوفي في 27 يناير 1834. انتخب عضو الجمعية التشريعية لنيو برونزويك ‏ عن دائرة Sunbury County, New Brunswick ‏ (1809 – 1816).